# District de Nanxun

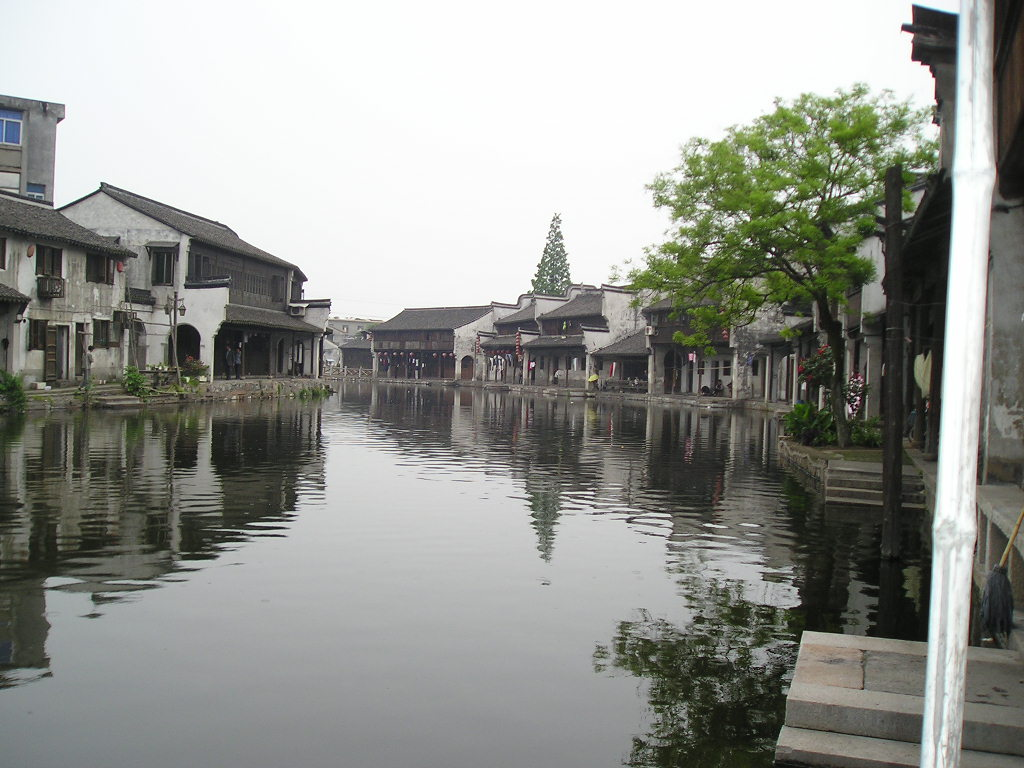
Vieilles maisons le long d'un canal à Nanxun

Le district de Nanxun (南浔区 ; pinyin : Nánxún Qū) est une subdivision administrative de la province du Zhejiang en Chine. Il est placé sous la juridiction de la ville-préfecture de Huzhou. Son chef-lieu est la petite ville de Nanxun, située sur le Grand Canal, au sud de l'embouchure du Yangzi Jiang (Yangzi), à une trentaine de kilomètres à l'est du centre de Huzhou.
La ville ancienne de Nanxun, fondée au XIIIe siècle, est entièrement construite autour de canaux, à l'instar d'autres bourgs de la région du Jiangnan, comme Xitang et Wuzhen. Quinze ponts anciens datant des dynasties Song, Yuan, Ming et Qing relient les divers quartiers séparés par les trois kilomètres de canaux constituant les rues principales du bourg. On y trouve également de nombreuses constructions traditionnelles des dynasties Ming et Qing.

## Galerie

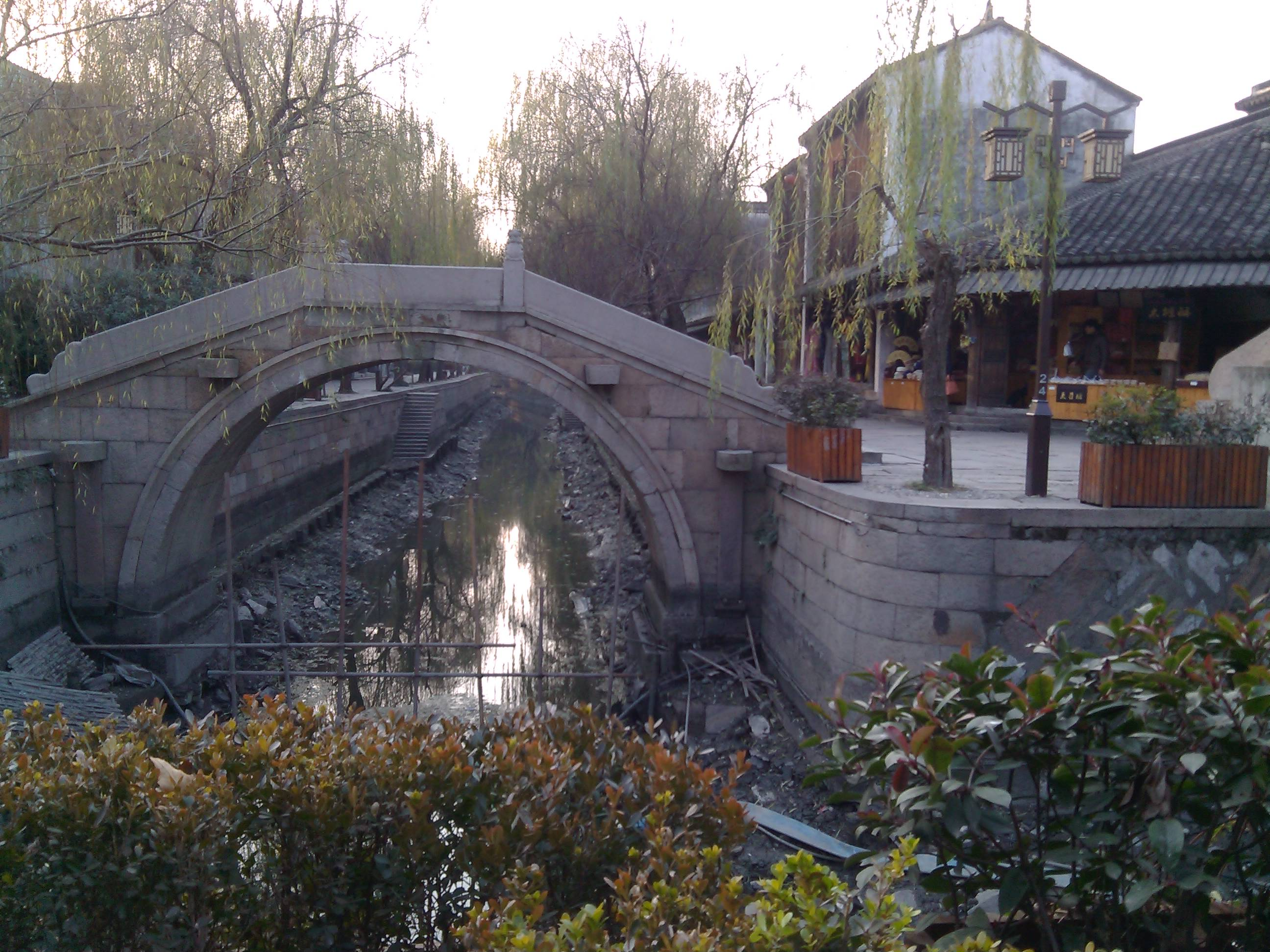
ville ancienne
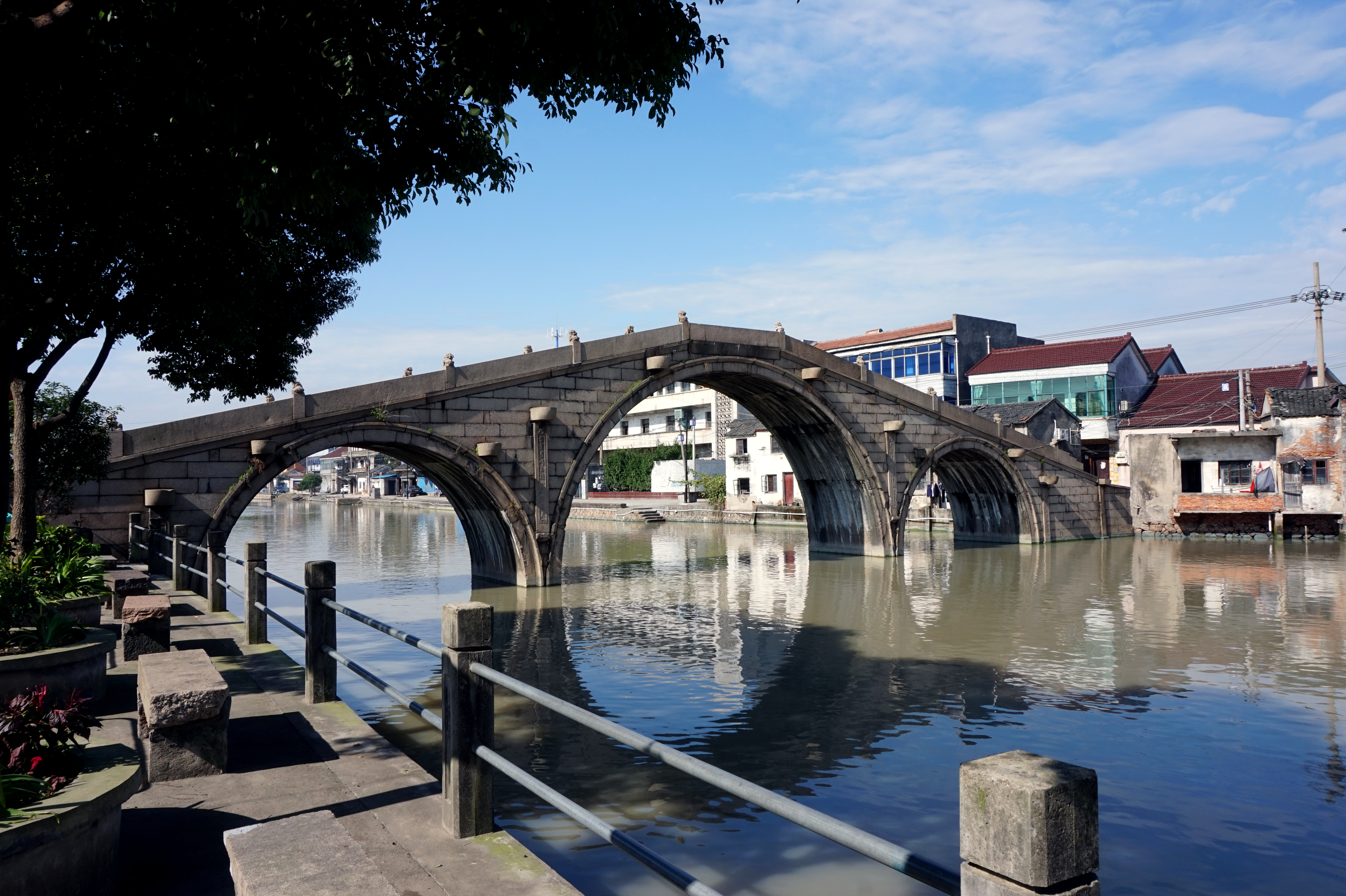
Trois ponts de Shuanglin
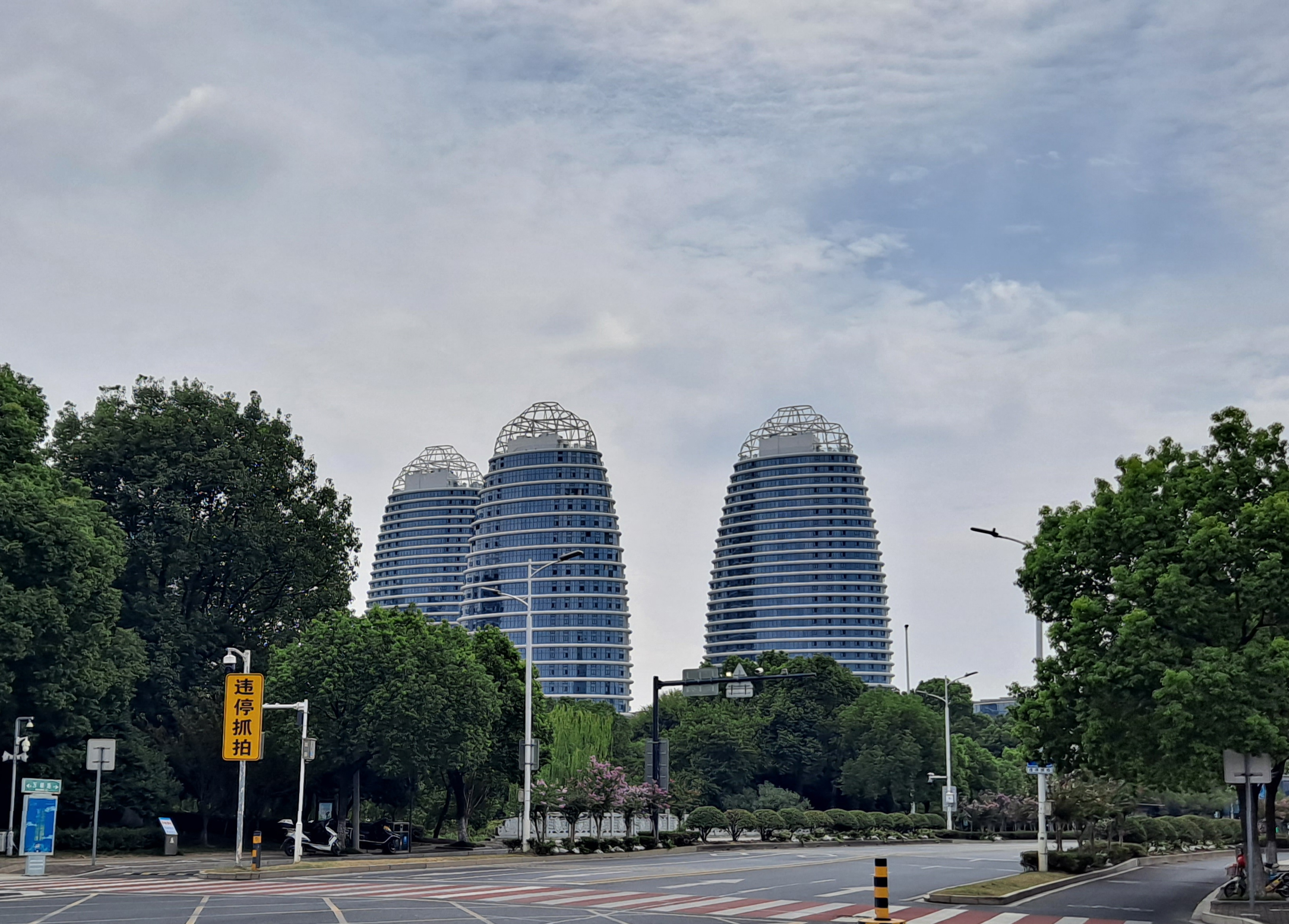
ville contemporaine